# Sébastien Loeb
Sébastien Loeb (Haguenau, 26 febbraio 1974) è un pilota automobilistico e pilota di rally francese, vincitore di nove edizioni consecutive del campionato del mondo rally (2004, 2005, 2006, 2007, 2008, 2009, 2010, 2011, 2012).
Considerato uno dei piloti più forti della storia e tra i più versatili, è stato capace di vincere a livello mondiale in rally, rallycross, turismo e GT, e di arrivare cinque volte sul podio nel Rally Dakar.

## Carriera nei Rally
Da piccolo voleva essere un ginnasta, una passione poi abbandonata all'età di 15 anni, quando si accorse di essere molto più portato per un'altra sua grande passione sportiva: i rally. Ha comunque conservato doti acrobatiche: lo si ricorda festeggiare alcune vittorie nel Mondiale compiendo dei salti mortali.

### Campionato del mondo rally

#### Gli inizi
Esordisce nei rally partecipando all'operazione Rallye Jeunes nel 1995, dove si mette subito in mostra; nel 1997 è sesto nel Volant Peugeot, dove conosce il suo attuale navigatore Daniel Elena. Nel 1998 partecipa a quattro gare del Trofeo Citroën Saxo, vincendole tutte; non può prendere parte a tutte le gare del Trofeo per mancanza di fondi sufficienti, ma con le sue prestazioni si guadagna gli appoggi giusti e l'anno successivo ha una macchina ufficiale, con cui trionfa nella competizione.

#### Stagione 2000-2001
Nel 2000 partecipa a due tappe del Mondiale con una Toyota Corolla del team HF Grifone, piazzandosi 9º a Sanremo e 10º in Corsica. Successivamente passa alla Citroën con cui vince il Campionato francese terra, il Campionato francese asfalto e nel 2001 il Campionato mondiale junior.

#### 2002 - Il debutto sulla Xsara
Nel 2002 disputa 9 gare su 14 del Campionato del mondo rally, a bordo di una Citroën Xsara WRC ufficiale. Alla prima gara, il Rallye Monte Carlo, coglie la sua prima vittoria, salvo poi essere penalizzato e successivamente relegato al 2º posto per la violazione della regola del parco chiuso. Successivamente, dopo alcuni risultati non proprio fortunati, riesce a vincere alla prima edizione mondiale del Rally di Germania.

#### 2003 - La prima stagione completa nel WRC
La stagione 2003 si apre con una vittoria al Monte Carlo, dove è accompagnato sul podio dai compagni di squadra Sainz e McRae, segnando una tripletta perfetta per Citroën. Per il resto, la prima parte di stagione è condizionata da problemi meccanici e sfortune varie, tornando però al successo nel Rally di Germania e in quello di Sanremo in Italia, piazzamenti che, aggiungendo anche i podi in Cipro e Australia, gli consentono di lottare per il titolo iridato; impresa che però sfuma a causa di due errori al Tour de Corse, dove esce di strada mentre si trovava al comando con un gran vantaggio, e in Catalogna, dove una scelta di gomme sbagliata all'ultima tappa lo relega al 2º posto finale. In Galles arriva nuovamente in 2ª posizione, chiudendo la stagione ad appena 1 punto dal neocampione Petter Solberg.

#### 2004 - La conquista del titolo mondiale
Nel 2004 Sébastien riesce ad imporsi in 6 gare, piazzandosi 12 volte sul podio su 16 rally disputati e ritirandosi solo in due occasioni. Questa serie di risultati gli consente di vincere il suo primo titolo iridato piloti, battendo i rivali Petter Solberg e Marcus Grönholm, e di consegnare alla Citroën Racing il titolo costruttori per il secondo anno consecutivo. In questa stagione, diventa il primo pilota non scandinavo a vincere il rally di Svezia.

#### 2005 - Il record di vittorie stagionali e il debutto a Le Mans
La stagione 2005 lo vede dominare incontrastato, vincendo il suo secondo titolo mondiale addirittura a quattro gare dal termine, in Giappone, nonostante ne avesse già avuto la possibilità in Galles, dove però si fece volontariamente penalizzare per non festeggiare la vittoria del campionato nel triste giorno della morte di Michael Park, navigatore del pilota di casa Peugeot Markko Märtin. In questa stagione ha anche stabilito numerosi record; tra cui quello di sei vittorie consecutive (Nuova Zelanda, Italia, Cipro, Turchia, Grecia e Argentina), il record di ben 10 vittorie in una sola stagione, e il primato cronometrico in tutte le 12 prove speciali del Tour de Corse.

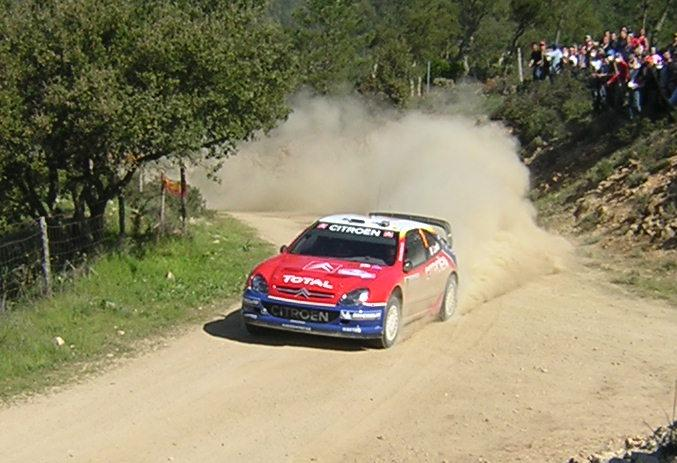
Loeb al Rally d'Italia Sardegna 2005 in cui terminerà primo assoluto

Nel 2005 partecipò inoltre per la prima volta alla 24 Ore di Le Mans: nonostante il circuito e la disciplina fossero per lui del tutto nuovi, dimostrò di sapersi adattare rapidamente, tanto da girare sui tempi dei suoi compagni di squadra, veterani della corsa; la vettura è stata poi costretta al ritiro per incidente.

#### 2006 - Il Team Kronos e l'infortunio
Nel 2006, a causa del momentaneo ritiro di Citroën, impegnata nello sviluppo della nuova C4, Loeb partecipa alla stagione con il team belga Kronos Racing, gestito da Marc van Dalen, ma comunque appoggiato dalla casa francese, la quale fornisce per il 4º anno consecutivo la collaudata Xsara WRC.
Dopo due secondi posti ottenuti al Montecarlo e in Svezia, Loeb coglie cinque vittorie consecutive nei rally successivi, assicurandosi un grande margine di vantaggio sul secondo in classifica, Marcus Grönholm. Con il successo al Rally di Giappone 2006, il 3 settembre, raggiunge le 27 vittorie in rally mondiali, cifra che lo porta ad essere il pilota di rally ad aver vinto più gare in assoluto, superando Carlos Sainz a quota 26.
Il 26 settembre, mentre percorre un sentiero con la sua mountain bike, cade e si frattura l'omero del braccio destro, vedendosi costretto a saltare le ultime 4 gare della stagione, quando si trovava con 35 punti di vantaggio su Grönholm (10 punti per ogni vittoria). Nonostante questo, il finnico spreca la sua occasione uscendo di strada nel Rally d'Australia, consegnando matematicamente il titolo nelle mani dell'alsaziano.
Nello stesso anno, ripete l'esperienza alla 24 Ore di Le Mans a bordo di una Pescarolo, in squadra con i connazionali Éric Hélary e Franck Montagny, piazzandosi al 2º posto assoluto, insidiando anche la leadership dell'Audi R10 ufficiale, poi prima al traguardo.

#### 2007 - L'ultimo duello con Grönholm
Il 21 gennaio 2007, dopo quasi 4 mesi di stop e di lontananza dalle competizioni, Sébastien torna in gara nel Mondiale e subito vince il Rally di Montecarlo guidando la nuova Citroën C4 WRC. Questa nuova vittoria rappresentò la quarta in terra monegasca, alla pari di Munari, Rohrl e Makinen. Successivamente, dopo un 2º posto in Svezia e un 13° in Norvegia, vince consecutivamente in Messico, Portogallo e Argentina, ma un errore durante il Rally d'Italia Sardegna lo allontanò dalla prima posizione in campionato. Nella seconda parte di stagione si alterna nelle vittorie con il leader del mondiale Marcus Grönholm, riuscendo solamente a limare in parte lo svantaggio in classifica (complice anche un errore di entrambi al Rally del Giappone), ma alla penultima tappa del Mondiale, tenutasi in Irlanda, complice un secondo e decisivo errore di Grönholm, Loeb conquista la vittoria e con essa la vetta della classifica, vincendo poi il suo 4º titolo in Galles.

#### 2008 - L'anno dei record
Il 27 gennaio 2008 torna a vincere il Rally di Montecarlo, sempre alla guida della Citroën C4 WRC, diventando così il primo pilota ad essersi affermato nella prestigiosa gara per cinque volte. Nonostante una prima parte di stagione un po' controversa, complice un'uscita in Svezia, un incidente frontale durante un trasferimento in Giordania, e delle "tattiche" Ford in Turchia, dal Rally di Finlandia in poi Loeb riesce ad inanellare una serie di vittorie che gli consentono di prendere un ottimo margine di vantaggio contro il rivale Mikko Hirvonen, riuscendo così a conquistare matematicamente il titolo iridato con una gara d'anticipo. Le sue 11 vittorie stagionali rappresentano tuttora un record ancora imbattuto in questa disciplina.

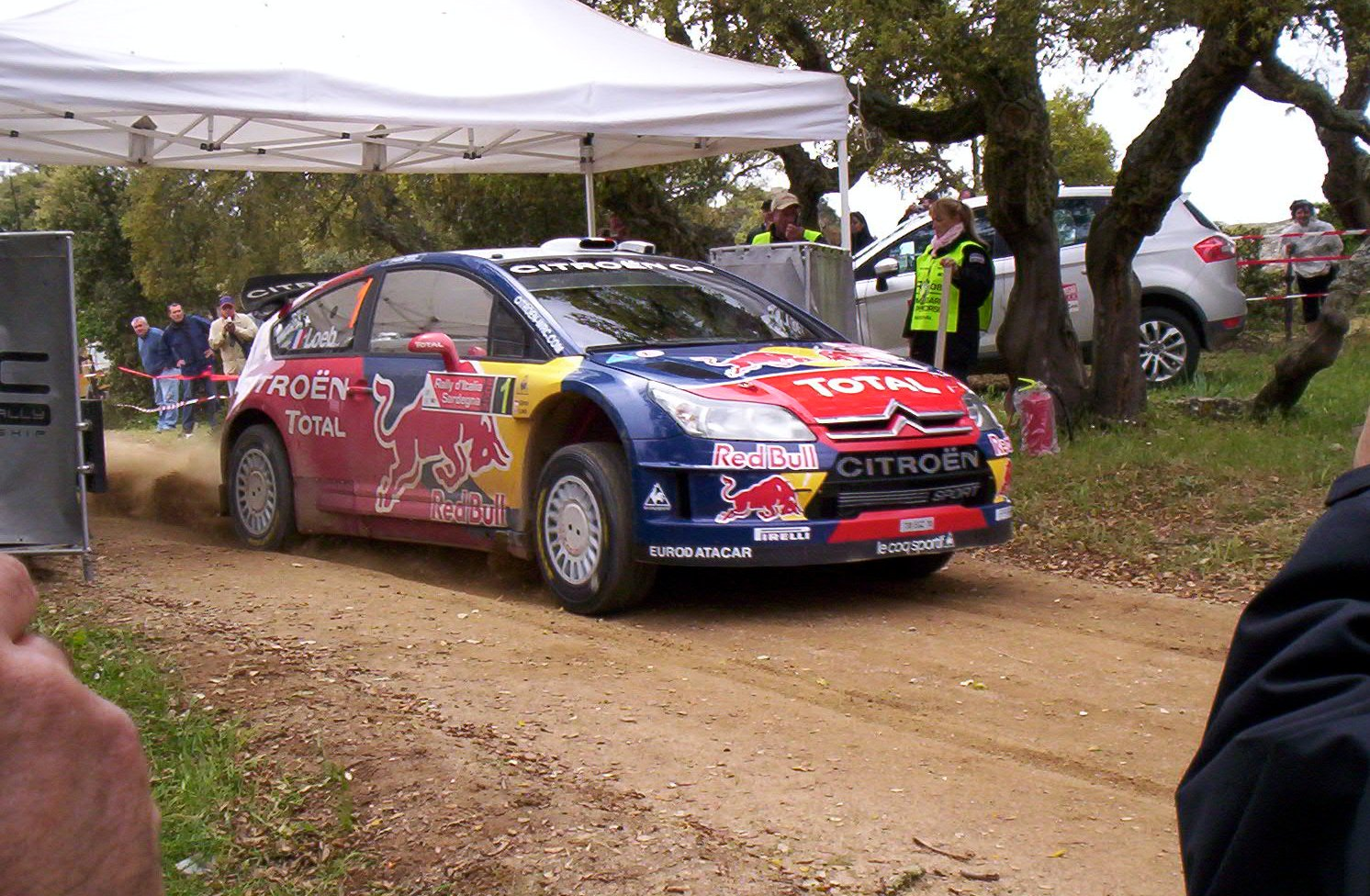
Loeb al Rally d'Italia Sardegna 2008.

Con questa vittoria diventa il pilota di rally più titolato di sempre, superando Juha Kankkunen e Tommi Mäkinen, entrambi 4 volte campioni del mondo.
In questa stagione diventa il 4° pilota non scandinavo ad aggiudicarsi lo storico Rally di Finlandia; prima di lui ci erano riusciti solo lo spagnolo Carlos Sainz, il francese Didier Auriol e l'estone Markko Märtin.

#### 2009 - Il Mondiale vinto per 1 punto
L'avvio della stagione 2009 è impeccabile, collezionando cinque vittorie in altrettante gare; Irlanda, Norvegia (l'unico appuntamento del mondiale in cui non aveva ancora primeggiato), Cipro, Portogallo ed Argentina, trovandosi subito con un margine di ben 20 punti sul secondo classificato Hirvonen. Contrariamente però all'anno precedente, la seconda parte di stagione si rivelò un calvario: giù dal podio in Sardegna a seguito di un errore e di una penalità, fuoristrada in Grecia e in Polonia (nonostante in quest'ultima riuscì poi a risalire in 7ª posizione, conquistando due punti iridati), foratura in Finlandia e penalità in Australia. Negli ultimi due appuntamenti del calendario riesce a tornare sul gradino più alto del podio, aggiudicandosi così il titolo mondiale piloti per appena 1 punto nell'ultimo rally della stagione.

#### 2010 - Dominio incontrastato
Il campionato 2010 vede il francese piazzarsi a podio in 12 rally su 13 e collezionando ben 8 vittorie totali, senza ritirarsi nemmeno in una gara. Al Rally d'Alsazia, disputatosi sulle strade natie di Sebastien, coglie il suo 7º titolo iridato consecutivo, nonostante mancassero ancora due appuntamenti mondiali da svolgere.

#### 2011 - La nuova DS3 e il confronto con Ogier
La stagione 2011 presentò un sostanziale cambio di regolamenti, che ridusse la cilindrata delle World Rally Car da 2000 cm³ a 1600 cm³, più altri vari cambiamenti riguardanti la trasmissione e la scocca delle vetture. Così, Citroën schierò per Loeb e per il suo neo-compagno di squadra Sébastien Ogier la nuovissima Citroën DS3 WRC.
Nonostante questo, l'alsaziano dimostrò ancora una volta grande capacità di adattamento alla nuova vettura, riuscendo a reggere il confronto con la nuova arma di casa Ford: la Fiesta RS WRC, in quel momento considerata da tutti come l'auto da battere. Il campionato si rivelò molto combattuto ed equilibrato, anche grazie alle caratteristiche delle nuove vetture, ma ancora una volta, a spuntarla fu Loeb, beffando proprio all'ultimo rally in Galles i rivali Hirvonen e Ogier, e laureandosi così campione del mondo per l'ottava volta consecutiva.
Dopo la conquista del suo 8º titolo, Loeb partecipa e vince il Monza Rally Show (organizzato presso l'Autodromo nazionale di Monza) e il Master Show, battendo nell'ultimo testa a testa il pluricampione motociclistico Valentino Rossi.

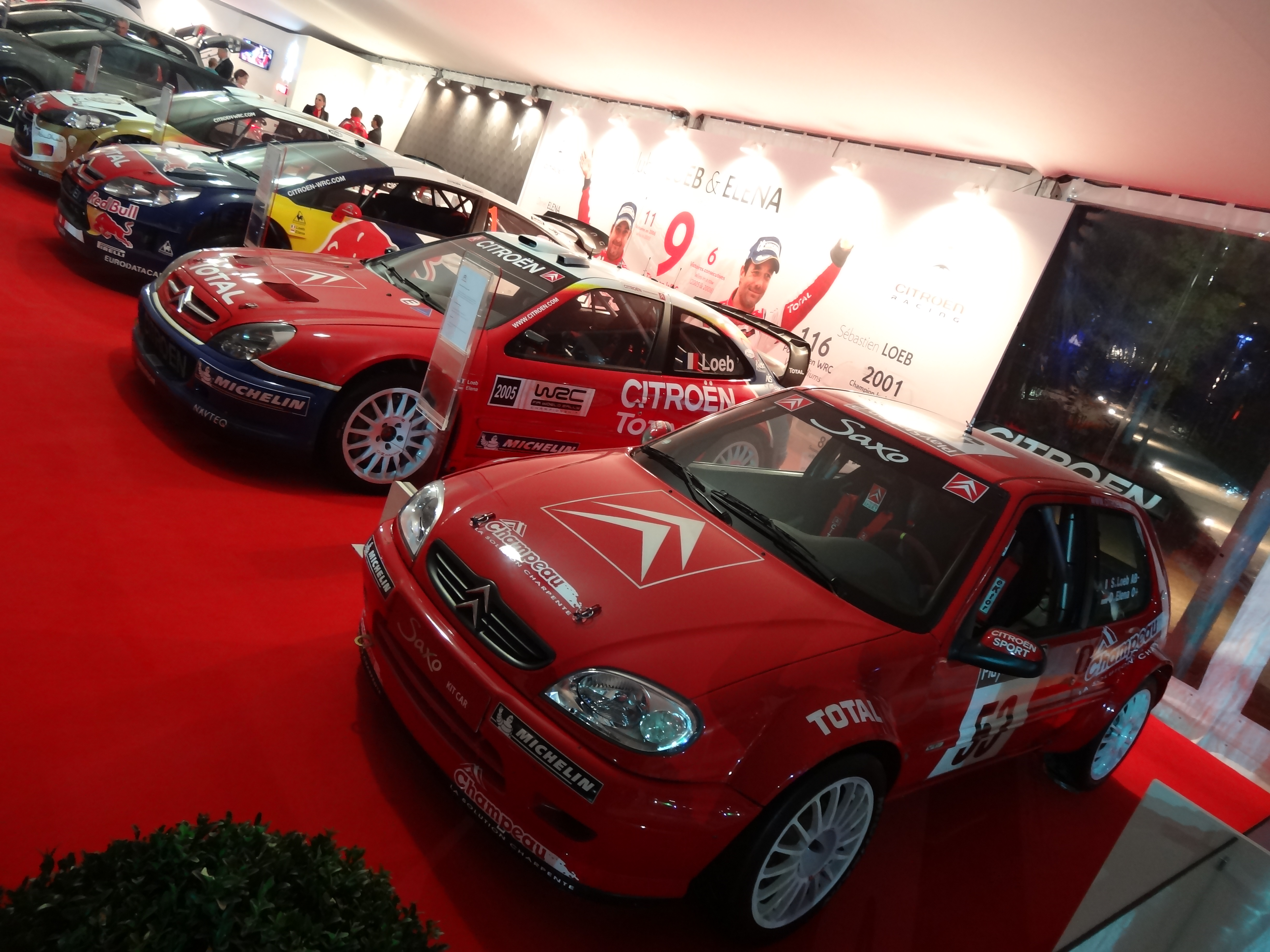
Da destra, le più celebri vetture della Citroen guidate da Loeb: la Saxò Kit Car, la Xsara WRC, la C4 WRC e la DS3 WRC

Nel novembre 2011, Loeb e Dominique Heintz, amico di lunga data, creano la Sebastien Loeb Racing: la squadra sarà attiva già nel 2012 nel Porsche Carrera Cup e nella Le Mans Series, con una Formula Le Mans.

#### 2012 - La prova del 9
La stagione 2012 lo vede dominare nuovamente, ottenendo ben 9 vittorie (di cui 5 consecutive) su 13 appuntamenti iridati, andando così a vincere, insieme al suo co-pilota Daniel Elena, il nono titolo consecutivo nel Mondiale Rally; record ancora oggi imbattuto. A fine campionato, l'alsaziano comunica la sua volontà di ritirarsi dal WRC, pur sostenendo di voler prendere parte a qualche evento della stagione successiva.

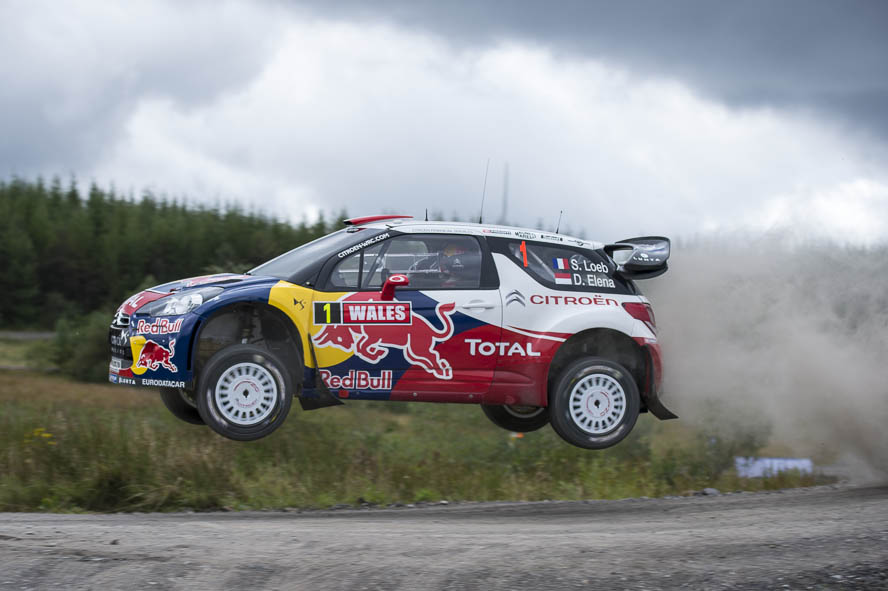
Loeb a bordo della DS3 WRC al Rally del Galles del 2012, anno dell'ultimo titolo mondiale

Nello stesso anno, partecipa alla gara di RallyCross degli X-Games a Los Angeles, vincendo la Medaglia d'Oro e battendo agevolmente gli specialisti locali Ken Block e Tanner Foust.

#### 2013 - Ritiro dal WRC e il record alla Pikes Peak
Come preannunciato, nel 2013 Loeb prende parte solo a quattro rally, conquistando comunque per la 7ª volta in carriera il Rally di Monte Carlo, e per l'ottava volta il Rally d'Argentina.
Per il resto dell'annata, l'alsaziano partecipò al campionato FIA GT Series dove corse per la sua stessa scuderia, la Sebastien Loeb Racing, a bordo di una McLaren MP4-12C; chiudendo poi la stagione in quarta posizione, con quattro vittorie nel suo ruolino di marcia.
Il 30 giugno dello stesso anno partecipa alla celeberrima Pikes Peak International Hill Climb nella classe unlimited a bordo di un Peugeot 208 T16 Pikes Peak preparata appositamente per lui e per l'occasione dalla Peugeot Sport. Nonostante si trovasse al suo debutto su un'auto così potente in un percorso fino a quel momento a lui sconosciuto, riesce a vincere la cronoscalata, segnando un tempo di 8:13.878 battendo il precedente record di oltre 1'32" e distanziando il secondo arrivato (nonché detentore del precedente record) di oltre 48".

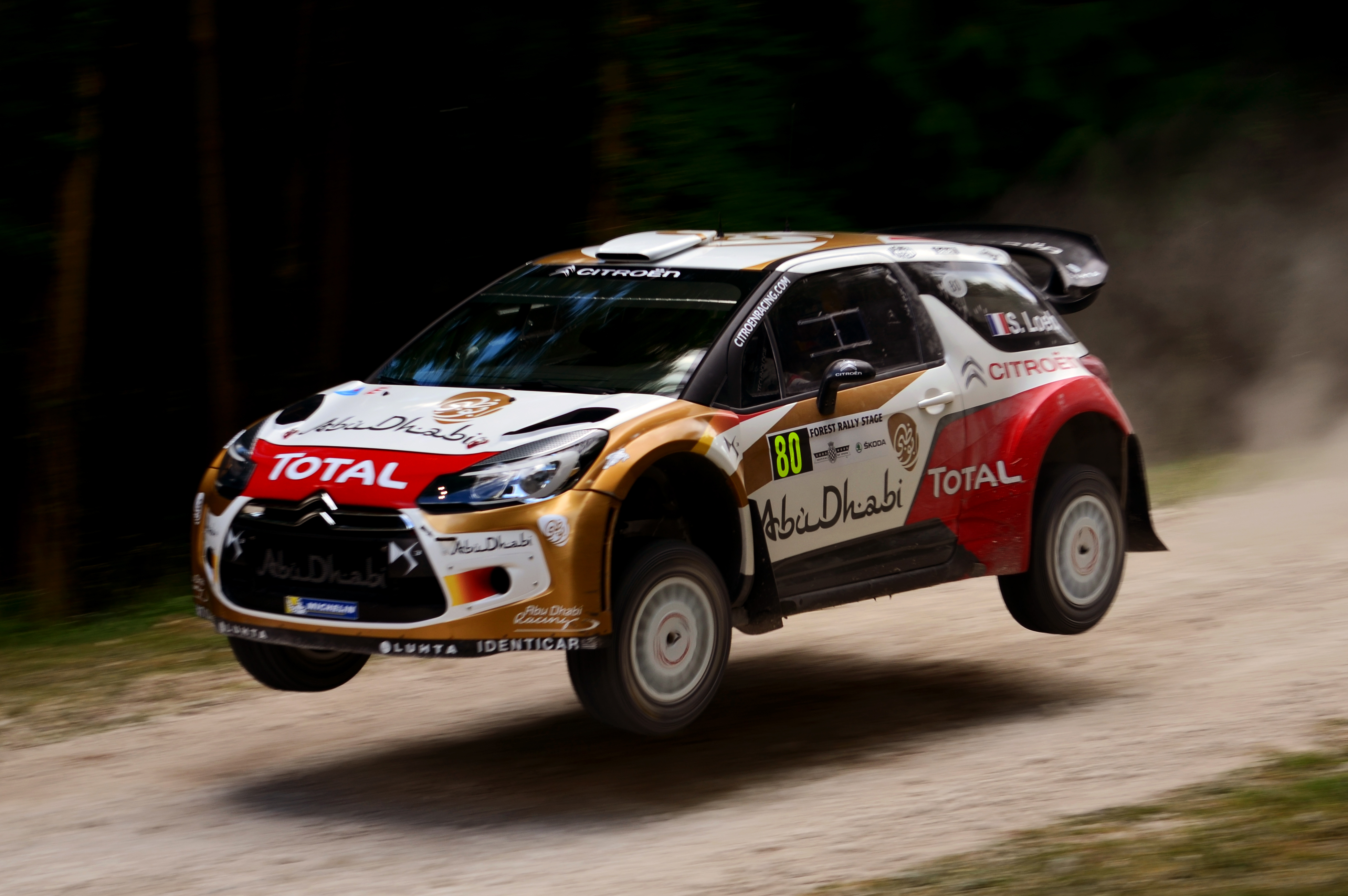
Loeb nel 2014 con la DS3 WRC nella foresta di Goodwood

#### 2015 - Il ritorno al Monte Carlo
Nel 2015 decide di tornare a disputare un unico rally mondiale con Citroën, presentandosi così al via del Rally di Monte Carlo, gara d'apertura della stagione WRC. Nonostante un inizio fulmineo, che lo proiettò subito al comando della gara, commette un errore durante la prova speciale numero 8, danneggiando la sospensione posteriore sinistra e vedendosi così costretto al ritiro. Nella tappa successiva rientra in gara tramite la regola del Super Rally, ricevendo vari minuti di penalità, ma nonostante tutto riesce a recuperare fino all'ottava posizione assoluta, aggiudicandosi anche vari tratti cronometrati, mettendo in mostra tutta la sua immutata classe.

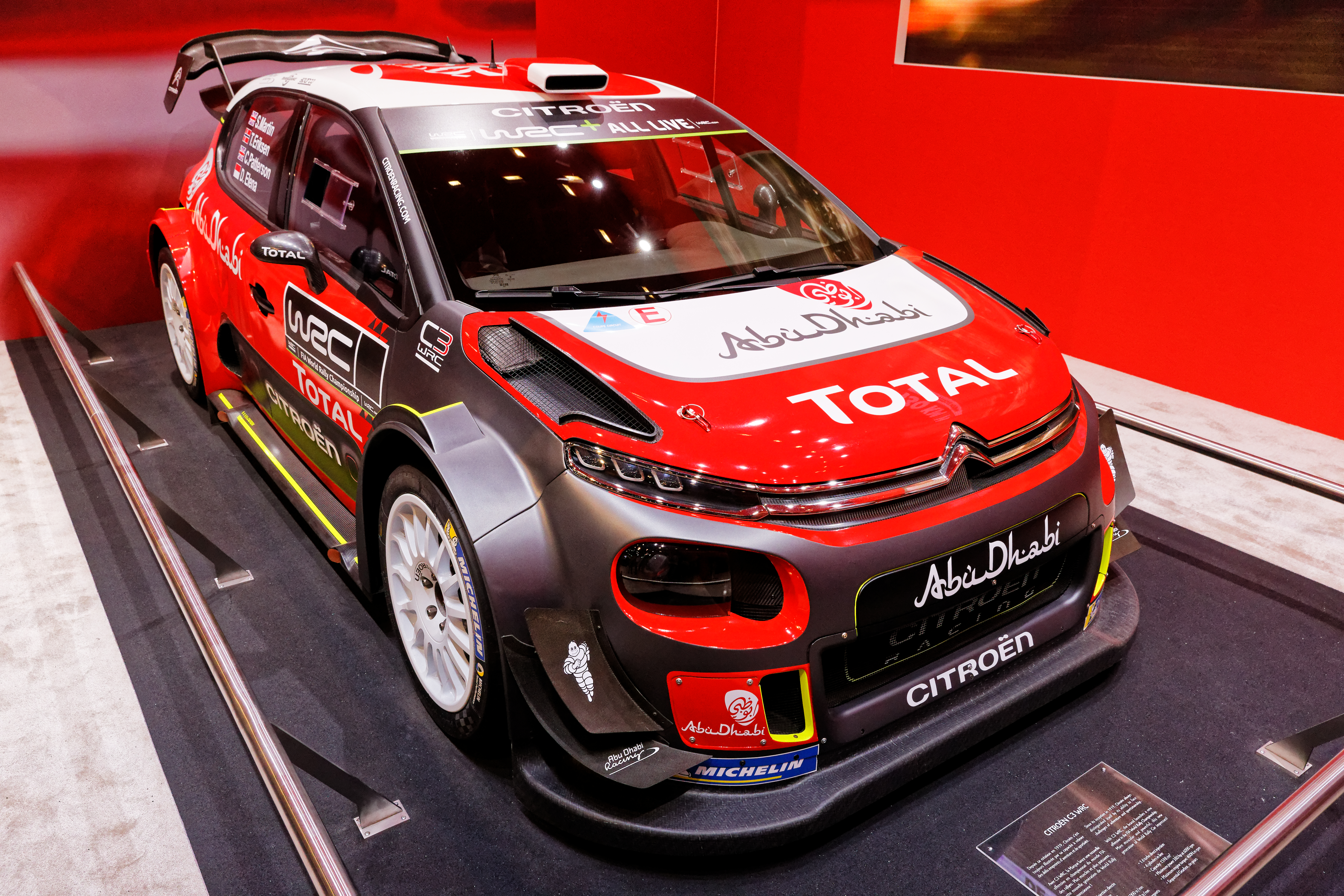
La C3 WRC portata in gara da Loeb nel 2018.

#### 2018 - La C3 e la vittoria in Spagna
Verso la fine del 2017, Citroën Racing annuncia il coinvolgimento dell'alsaziano nel programma di sviluppo della C3 WRC, includendo la partecipazione anche a tre gare del calendario 2018: Messico, Corsica e Catalunya. Al primo appuntamento, si piazza in 5ª posizione assoluta a seguito di una foratura mentre si trovava al comando, mentre in Corsica si piazza 14º a causa di un'uscita di strada durante la prima tappa. Nel rally di Spagna, all'età di 44 anni e 8 mesi, centra la sua 79ª vittoria in carriera nel Mondiale, la 9ª in terra di Catalunya.

#### 2019 - Il divorzio da PSA e l'approdo in Hyundai
Per il 2019, Loeb firma un biennale con la Hyundai Shell Mobis WRT, lasciando dopo 20 anni di carriera sportiva il gruppo PSA. Con la nuova squadra, il francese si ritrova a alternare il sedile con Daniel Sordo, Andreas Mikkelsen e Craig Breen, disputando 6 dei 13 appuntamenti stagionali. Il suo risultato migliore è un 3º posto al rally del Cile, al quale si aggiungono due quarti posti al Montecarlo e in Spagna.

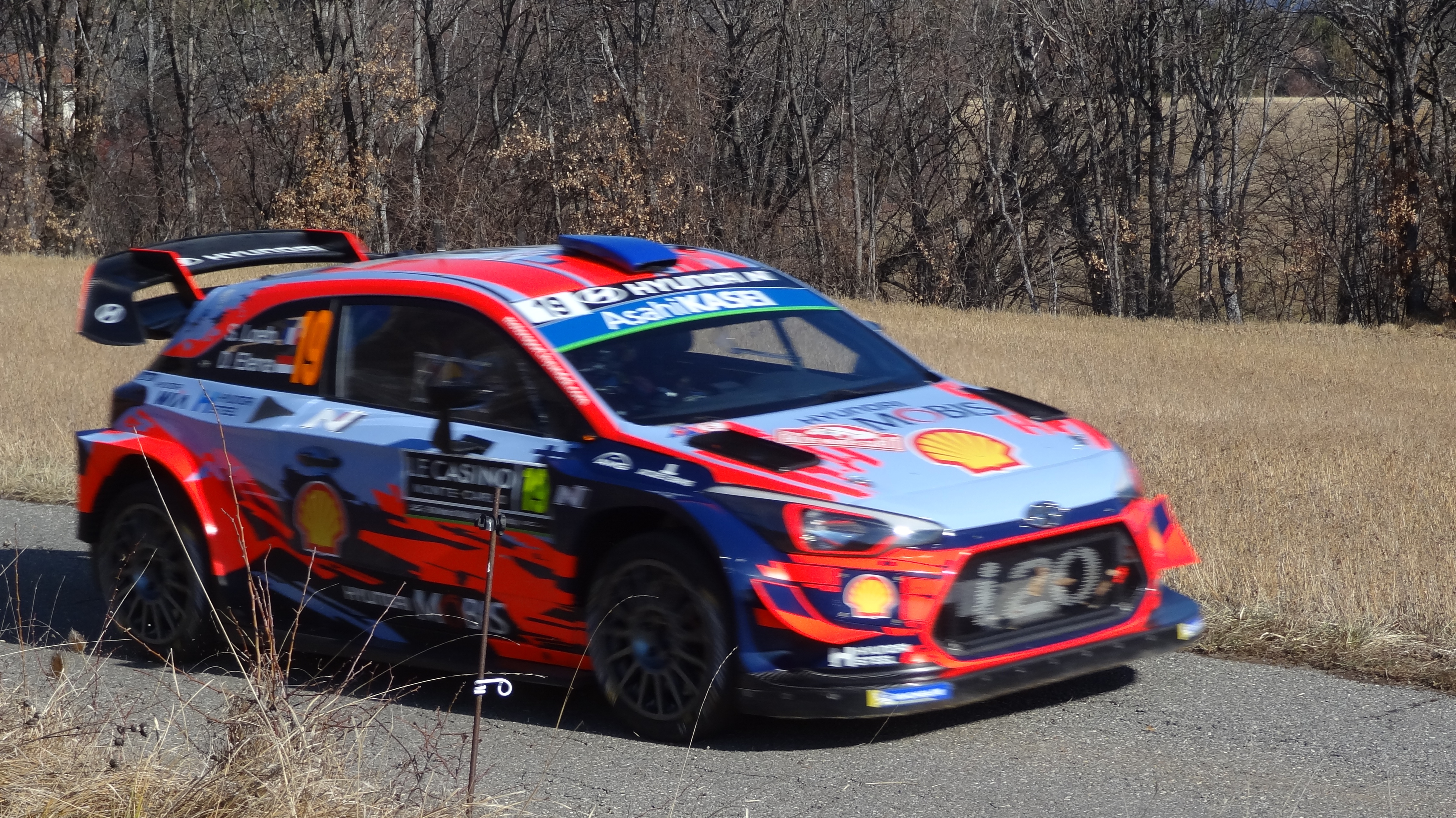
Loeb al Rallye Monte Carlo 2019.

#### 2020 - Il secondo momentaneo ritiro
La stagione 2020 lo vede nuovamente condividere il sedile con lo spagnolo Sordo e l'irlandese Breen, prendendo parte al rally di Monte Carlo e al Rally di Turchia; nel primo termina in 6ª posizione, mentre nel secondo riesce a salire sul gradino più basso del podio. Al termine dell'annata, Loeb decise di non estendere i suoi piani con la casa coreana per la stagione successiva, sostenendo di voler comunque lasciare la porta aperta ad un rientro nel Mondiale Rally per gli anni successivi.

#### 2022 - Il ritorno con M-Sport
Nella seconda metà del 2021, Loeb viene coinvolto dal team M-Sport nei test di sviluppo e messa a punto della nuovissima Ford Puma Rally1, vettura figlia del cambio di regolamenti previsti per la stagione 2022, che impongono l'utilizzo di vetture dotate di un sistema ibrido. Il 21 dicembre, viene ufficializzata la partecipazione dell'alsaziano al Rallye Monte Carlo 2022, affiancato dai compagni di squadra Craig Breen, Adrien Fourmaux e Gus Greensmith. Per la prima volta nella sua carriera nel WRC, Loeb non viene navigato dal suo storico co-pilota Daniel Elena, avendo quest'ultimo annunciato il suo ritiro dai rally il 28 novembre scorso, perciò viene affiancato da Isabelle Galmiche, insegnante ed esperta navigatrice francese. Il 23 gennaio, dopo tre giorni di lotta serrata contro il pilota di casa Toyota Sébastien Ogier, vince il suo 80º rally iridato in carriera all'età di 47 anni, 10 mesi e 28 giorni, stabilendo il record di pilota più anziano ad aggiudicarsi una vittoria nel campionato del mondo, primato che dal Safari Rally 1990 era detenuto dallo svedese Björn Waldegård. L'alsaziano ha reso pubblica la sua volontà di correre più di un rally con M-Sport nel corso della stagione. Saltati due eventi, Loeb torna per il Rally del Portogallo dove è costretto pero al ritiro. Nel resto della stagione partecipa al Safari Rally e al Rally dell'Acropoli.

### Rally Dakar

#### Edizione 2016
Il 29 settembre 2015 venne annunciato che Loeb avrebbe debuttato nel Rally Dakar 2016 con il Dream Team Peugeot, che oltre a lui poteva già vantare piloti del calibro di Stéphane Peterhansel, Carlos Sainz e Cyril Despres. Per prepararsi alla competizione, l'alsaziano prese parte a diversi test in Marocco a bordo della Peugeot 2008 DKR preparata dalla casa francese. Il 2 gennaio successivo iniziò il suo debutto, dimostrandosi fin da subito competitivo, con la vittoria di ben tre tappe (la seconda, la terza e la quinta), e arrivando al giorno di riposo in prima posizione assoluta con poco più di due minuti di vantaggio sul compagno di squadra Peterhansel. Nel corso dell'ottava tappa, tuttavia, un cappottamento pose fine alla sua galoppata verso la vittoria, terminando quindi l'evento in 9ª posizione assoluta. Nello stesso anno, prese inoltre parte al Silk Way Rally, classificandosi al settimo posto finale.

#### Edizione 2017
Il 13 settembre 2016 Peugeot presentò la 3008 DKR, evoluzione della versione utilizzata nella stagione precedente, confermando al contempo che il pilota alsaziano avrebbe partecipato alla Dakar 2017. Nei primi giorni di gara incappa in diversi problemi tecnici, compreso un guasto alla turbina nel corso della quarta giornata, che gli costano diversi minuti preziosi. Successivamente però, riesce ad ottenere due scratch assoluti, e nel corso della seconda parte della competizione, riesce a recuperare lo svantaggio perso, rendendosi protagonista di una lotta serrata per la vittoria finale con il compagno di squadra Stéphane Peterhansel. Nel corso dell'undicesima tappa tuttavia, una foratura lo costrinse a doversi accontentare del secondo posto. Riesce comunque a totalizzare ben quattro vittorie di tappa.

#### Edizione 2018
Il 6 gennaio 2018 Loeb si presenta al via della Dakar con la rinnovata 3008 DKR Maxi, evoluzione finale dell'arma del leone rampante. Inizialmente, le prime tre tappe non lo vedono brillare particolarmente, riuscendo comunque a tenersi entro i 10 minuti di distacco dai primi. Dopo lo scratch della quarta tappa, tuttavia, si vede costretto al ritiro in quella successiva, dopo un incidente che causò inoltre un infortunio al bacino al suo copilota Daniel Elena.

#### Edizione 2019
Nonostante il ritiro di Peugeot Sport dalle competizioni a fine 2018, l'alsaziano riesce a prendere parte alla Dakar 2019 sempre con una Peugeot 3008 DKR, ma stavolta portata in gara dal team privato PH-Sport, e supportata da Bardahl e Red Bull. Pur non potendo vantare l'assistenza di un team ufficiale, riesce comunque a mantenere il ritmo del gruppo di testa, aggiudicandosi ben quattro vittorie di tappa (la seconda, la quinta, la sesta e l'ottava). Tuttavia, una serie di problemi riscontrati sul finale della nona tappa gli impediscono di poter lottare per la vittoria finale. Alla fine, il transalpino si classifica terzo assoluto a quasi due ore dal vincitore Nasser Al-Attiyah.

#### Edizione 2021
Dopo aver saltato l'edizione 2020, Loeb torna alla Dakar con la squadra Bahrain Raid X-Treme a bordo di una BRX Hunter preparata da Prodrive. Il debutto con le nuova vettura si rivela purtroppo un calvario; già vittima di vari problemi tecnici nelle prime tappe, a cui si aggiunge un errore di navigazione con conseguente perdita di oltre un'ora nella quinta, il francese non riesce in nessuna occasione a inserirsi tra i migliori tempi di tappa. Infine, tra la rottura di una sospensione nella sesta tappa, e una serie di forature nelle due successive, il pluricampione è costretto ad alzare bandiera bianca e a ritirarsi definitivamente dalla gara. Il 17 marzo successivo, viene dato l'annuncio che il suo storico navigatore Daniel Elena non lo avrebbe affiancato nell'edizione successiva della storica competizione, decisione che, stando a quanto detto dallo stesso Elena, ma anche da svariati rumor, sia stata presa dal team Prodrive.

#### Edizione 2022
Alla Dakar 2022, Loeb, e il suo nuovo co-pilota Fabian Lurquin, si presentano ai nastri di partenza con una versione aggiornata della BRX Hunter, denominata T1+. L'inizio di gara è incoraggiante; fin da subito si ritrova a lottare nel gruppo di testa, aggiudicandosi la seconda e la settima tappa, e lanciando l'inseguimento alla leadership di Nasser Al-Attiyah, pilota di casa Toyota. Tuttavia, una foratura e qualche piccolo problema non gli consentono di sferrare un attacco al primo posto, concludendo così la gara in seconda posizione, replicando il suo miglior piazzamento ottenuto nel 2017.

#### Edizione 2023
Loeb partecipa anche alla Rally Dakar 2023 che si svolge interamente in Arabia Saudita. Il pluricampione francese partecipa con la BRX Hunter del team Bahrain Raid Xtreme insieme, come l'anno passato al co-pilota Fabian Lurquin. Ottiene il secondo posto nella prima tappa dietro a Carlos Sainz, ma nelle due successive tappe prende molti minuti in classifica generale. Nell quarta tappa, Loeb porta la vettura costruita dalla Prodrive alla vittoria, davanti alle due Audi RS Q e-tron portate da Stéphane Peterhansel e Carlos Sainz. Dopo dei risultati altalenanti, il pilota francese vince la tappa numero otto davanti alla Toyota GR DKR Hilux di Nasser Al-Attiyah. Loeb riesce a vincere le successive quattro tappe risalendo la classifica generale, alla dodicesima tappa è secondo dietro ad Al-Attiyah. Il francese vince anche la tredicesima tappa arrivando a sei vittorie consecutive infrangendo il record di Ari Vatanen realizzato nel 1989. Loeb, pur avendo vinto più tappe, chiude la Dakar al secondo posto con un ritardo di un'ora e venti minuti su Al-Attiyah.

### Campionato del mondo RallyCross

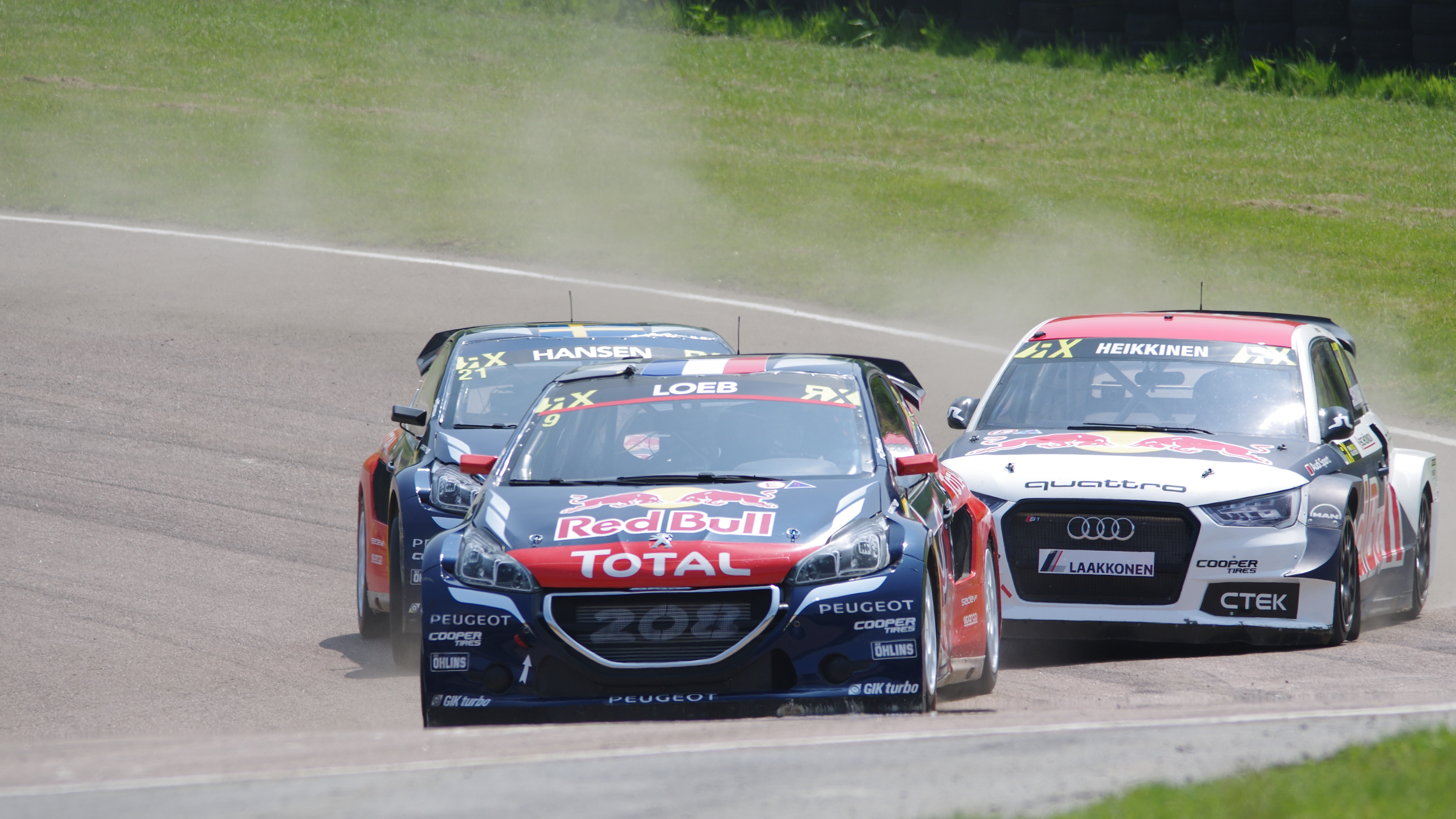
Sebastien Loeb a bordo della 208 WRX, con alle spalle Toomas Heikkinen e Timmy Hansen al World Rallycross 2016 sul circuito di Lydden Hill

#### Stagione 2016
Per la stagione 2016, Loeb lascia la Citroën per accasarsi dai cugini della Peugeot, accordandosi con il Team Hansen per fare una stagione completa nel campionato del mondo di Rallycross, a bordo di una Peugeot 208 WRX. La stagione, ricca di alti e bassi, gli regala la sua prima vittoria nella disciplina in Lettonia, centrando inoltre due secondi posti in Belgio e Svezia, e un terzo posto in Francia, terminando il campionato in 5ª posizione assoluta con un totale di 209 punti.

#### Stagione 2017
Il suo secondo anno nel RallyCross non lo vede primeggiare in nessun appuntamento iridato, ma la sua costanza lungo tutta la stagione lo fa terminare al 4º posto finale con 214 punti, ottenendo come miglior piazzamento due secondi posti in Gran Bretagna e Francia, e ben quattro terzi posti (di cui tre consecutivi), rispettivamente in Norvegia, Svezia, Canada e Lettonia.

#### Stagione 2018
La stagione lo vede cominciare alla grande, centrando due secondi posti nei primi due appuntamenti, la prima vittoria stagionale già al terzo, e un terzo posto nel quarto; ma successivamente non riesce a replicare i suoi piazzamenti, ottenendo solo altri tre posti nelle restanti otto gare, e concludendo il campionato nuovamente al 4º posto a quota 229 punti. A fine anno, Peugeot Sport annuncia il ritiro dalle competizioni, lasciando l'alsaziano senza un volante per la stagione successiva.

#### Stagione 2023
Nel 2023 torna nel Campionato del mondo rallycross guidando la Lancia Delta-Evo-e RX del team Special ONE Racing.

## Carriera nelle corse automobilistiche

### Campionato del mondo turismo

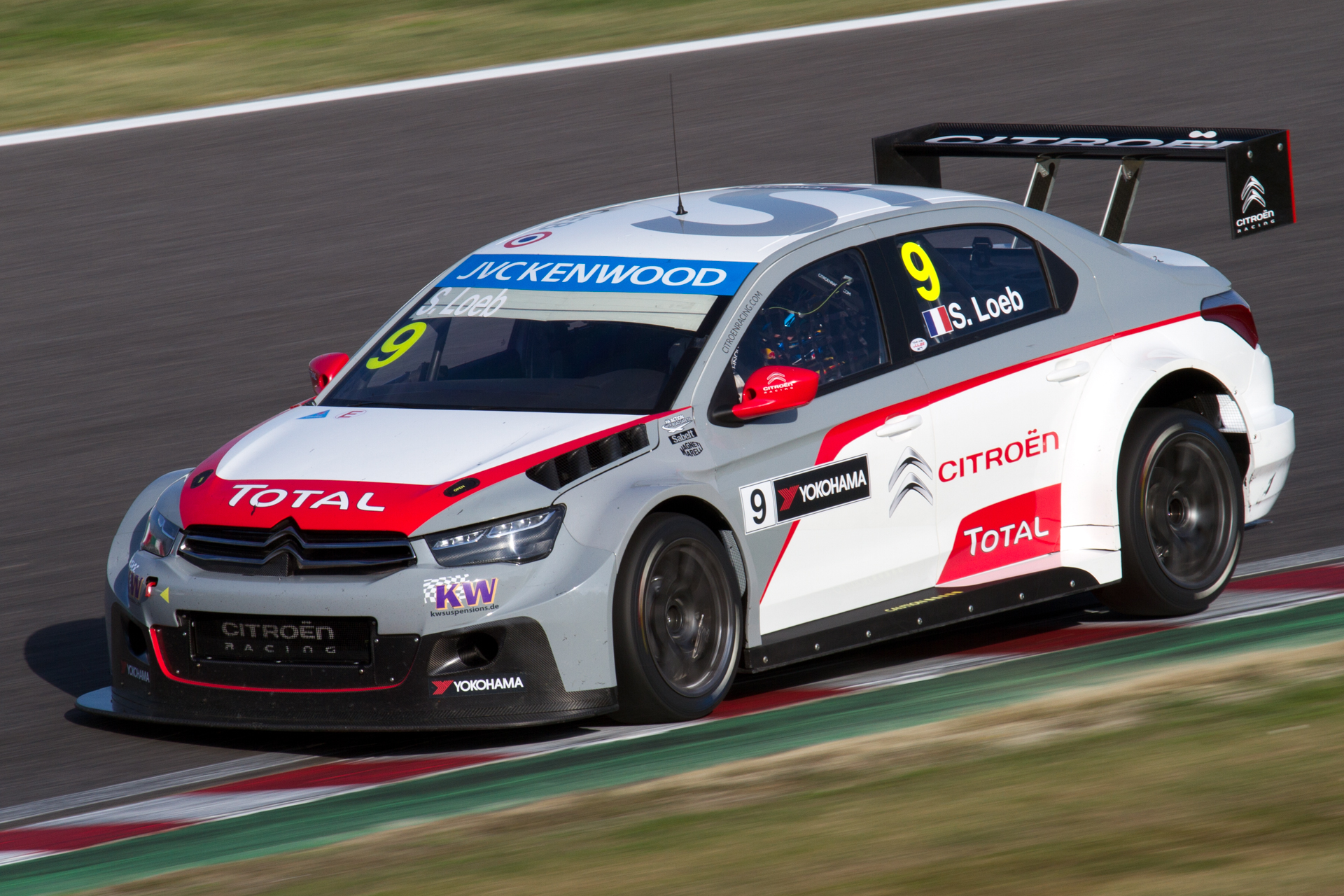
Sebastien Loeb al volante della Citroën-Total C-Elysée WTCC in gara 1 sul circuito di Suzuka in Giappone nel 2014

#### Stagione 2014
Come già largamente anticipato durante l'estate, nel 2014 Loeb gareggia, sempre al volante di una Citroën, nel mondiale WTCC. Ottiene la sua prima vittoria già al primo appuntamento della stagione in Marocco, in gara 2, bissando il successo in Slovacchia, in gara 1. Chiude la stagione al 3º posto della classifica generale.

#### Stagione 2015
Nel 2015 Loeb riesce a imporsi in 4 gare della serie, riuscendo così a replicare per il secondo anno consecutivo il 3º posto in classifica finale, a un solo punto dal compagno di squadra Yvan Muller. A fine annata, l'alsaziano decide poi di abbandonare il WTCC.

### DTM
Nel 2022 Loeb inizia a correre nel DTM, dove viene ingaggiato dal team AlphaTauri AF Corse per sostituire Cassidy nelle gare in cui è impegnato in altre categorie.

## Palmares

### Vittorie nel mondiale rally
| Nº | Anno | Rally                                    | Copilota          | Vettura           | Squadra                     |
| -- | ---- | ---------------------------------------- | ----------------- | ----------------- | --------------------------- |
| 1  | 2002 | 21º Rally di Germania                    | Daniel Elena      | Citroën Xsara WRC | Automobile Citroen          |
| 2  | 2003 | 71º Rally di Monte Carlo                 | Daniel Elena      | Citroën Xsara WRC | Citroën Total               |
| 3  | 2003 | 22º Rally di Germania                    | Daniel Elena      | Citroën Xsara WRC | Citroën Total               |
| 4  | 2003 | 45º Rally di Sanremo                     | Daniel Elena      | Citroën Xsara WRC | Citroën Total               |
| 5  | 2004 | 72º Rally di Monte Carlo                 | Daniel Elena      | Citroën Xsara WRC | Citroën Total               |
| 6  | 2004 | 53º Uddeholm Rally di Svezia             | Daniel Elena      | Citroën Xsara WRC | Citroën Total               |
| 7  | 2004 | 32º Rally di Cipro                       | Daniel Elena      | Citroën Xsara WRC | Citroën Total               |
| 8  | 2004 | 5º Rally di Turchia                      | Daniel Elena      | Citroën Xsara WRC | Citroën Total               |
| 9  | 2004 | 23º Rally di Germania                    | Daniel Elena      | Citroën Xsara WRC | Citroën Total               |
| 10 | 2004 | 17º Telstra Rally d’Australia            | Daniel Elena      | Citroën Xsara WRC | Citroën Total               |
| 11 | 2005 | 73º Rally di Monte Carlo                 | Daniel Elena      | Citroën Xsara WRC | Citroën Total               |
| 12 | 2005 | 35º Propecia Rally di Nuova Zelanda      | Daniel Elena      | Citroën Xsara WRC | Citroën Total               |
| 13 | 2005 | 2º Supermag Rally di Sardegna            | Daniel Elena      | Citroën Xsara WRC | Citroën Total               |
| 14 | 2005 | 33º Rally di Cipro                       | Daniel Elena      | Citroën Xsara WRC | Citroën Total               |
| 15 | 2005 | 6º Rally di Turchia                      | Daniel Elena      | Citroën Xsara WRC | Citroën Total               |
| 16 | 2005 | 52º Acropolis Rally di Grecia            | Daniel Elena      | Citroën Xsara WRC | Citroën Total               |
| 17 | 2005 | 25º Rally di Argentina                   | Daniel Elena      | Citroën Xsara WRC | Citroën Total               |
| 18 | 2005 | 24º Rally di Germania                    | Daniel Elena      | Citroën Xsara WRC | Citroën Total               |
| 19 | 2005 | 49º Tour de Corse-Rally di Francia       | Daniel Elena      | Citroën Xsara WRC | Citroën Total               |
| 20 | 2005 | 41º RallyRACC Catalunya-Costa Daurada    | Daniel Elena      | Citroën Xsara WRC | Citroën Total               |
| 21 | 2006 | 20º Corona Rally México                  | Daniel Elena      | Citroën Xsara WRC | Kronos Total Citroën WRT    |
| 22 | 2006 | 42º RallyRACC Catalunya-Costa Daurada    | Daniel Elena      | Citroën Xsara WRC | Kronos Total Citroën WRT    |
| 23 | 2006 | 50º Tour de Corse-Rally di Francia       | Daniel Elena      | Citroën Xsara WRC | Kronos Total Citroën WRT    |
| 24 | 2006 | 26º Rally di Argentina                   | Daniel Elena      | Citroën Xsara WRC | Kronos Total Citroën WRT    |
| 25 | 2006 | 3º Rally di Sardegna                     | Daniel Elena      | Citroën Xsara WRC | Kronos Total Citroën WRT    |
| 26 | 2006 | 25º Rally di Germania                    | Daniel Elena      | Citroën Xsara WRC | Kronos Total Citroën WRT    |
| 27 | 2006 | 3º Rally del Giappone                    | Daniel Elena      | Citroën Xsara WRC | Kronos Total Citroën WRT    |
| 28 | 2006 | 34º Rally di Cipro                       | Daniel Elena      | Citroën Xsara WRC | Kronos Total Citroën WRT    |
| 29 | 2007 | 75º Rally di Monte Carlo                 | Daniel Elena      | Citroën C4 WRC    | Citroën Total WRT           |
| 30 | 2007 | 21º Corona Rally México                  | Daniel Elena      | Citroën C4 WRC    | Citroën Total WRT           |
| 31 | 2007 | 41° Vodafone Rally di Portogallo         | Daniel Elena      | Citroën C4 WRC    | Citroën Total WRT           |
| 32 | 2007 | 27º Rally di Argentina                   | Daniel Elena      | Citroën C4 WRC    | Citroën Total WRT           |
| 33 | 2007 | 26º Rally di Germania                    | Daniel Elena      | Citroën C4 WRC    | Citroën Total WRT           |
| 34 | 2007 | 43º RallyRACC Catalunya-Costa Daurada    | Daniel Elena      | Citroën C4 WRC    | Citroën Total WRT           |
| 35 | 2007 | 51º Tour de Corse-Rally di Francia       | Daniel Elena      | Citroën C4 WRC    | Citroën Total WRT           |
| 36 | 2007 | 1º Rally di Irlanda                      | Daniel Elena      | Citroën C4 WRC    | Citroën Total WRT           |
| 37 | 2008 | 76º Rally di Monte Carlo                 | Daniel Elena      | Citroën C4 WRC    | Citroën Total WRT           |
| 38 | 2008 | 22º Corona Rally México                  | Daniel Elena      | Citroën C4 WRC    | Citroën Total WRT           |
| 39 | 2008 | 28° Rally di Argentina                   | Daniel Elena      | Citroën C4 WRC    | Citroën Total WRT           |
| 40 | 2008 | 5º Rally di Sardegna                     | Daniel Elena      | Citroën C4 WRC    | Citroën Total WRT           |
| 41 | 2008 | 55º BP Ultimate Acropoli Rally di Grecia | Daniel Elena      | Citroën C4 WRC    | Citroën Total WRT           |
| 42 | 2008 | 58º Neste Oil Rally di Finlandia         | Daniel Elena      | Citroën C4 WRC    | Citroën Total WRT           |
| 43 | 2008 | 27º Rally di Germania                    | Daniel Elena      | Citroën C4 WRC    | Citroën Total WRT           |
| 44 | 2008 | 38º Repco Rally di Nuova Zelanda         | Daniel Elena      | Citroën C4 WRC    | Citroën Total WRT           |
| 45 | 2008 | 44º RallyRACC Catalunya-Costa Daurdada   | Daniel Elena      | Citroën C4 WRC    | Citroën Total WRT           |
| 46 | 2008 | 52º Tour de Corse-Rally di Francia       | Daniel Elena      | Citroën C4 WRC    | Citroën Total WRT           |
| 47 | 2008 | 64º Wales Rally GB                       | Daniel Elena      | Citroën C4 WRC    | Citroën Total WRT           |
| 48 | 2009 | 2° Rally di Irlanda                      | Daniel Elena      | Citroën C4 WRC    | Citroën Total WRT           |
| 49 | 2009 | 3° Rally di Norvegia                     | Daniel Elena      | Citroën C4 WRC    | Citroën Total WRT           |
| 50 | 2009 | 37º FxPro Rally di Cipro                 | Daniel Elena      | Citroën C4 WRC    | Citroën Total WRT           |
| 51 | 2009 | 43° Vodafone Rally di Portogallo         | Daniel Elena      | Citroën C4 WRC    | Citroën Total WRT           |
| 52 | 2009 | 29º Rally di Argentina                   | Daniel Elena      | Citroën C4 WRC    | Citroën Total WRT           |
| 53 | 2009 | 45° RallyRACC Catalunya-Costa Daurada    | Daniel Elena      | Citroën C4 WRC    | Citroën Total WRT           |
| 54 | 2009 | 65° Wales Rally GB                       | Daniel Elena      | Citroën C4 WRC    | Citroën Total WRT           |
| 55 | 2010 | Rally Guanajuato Bicentenario            | Daniel Elena      | Citroën C4 WRC    | Citroën Total WRT           |
| 56 | 2010 | 28° Rally di Giordania                   | Daniel Elena      | Citroën C4 WRC    | Citroën Total WRT           |
| 57 | 2010 | Rally di Turchia 2010                    | Daniel Elena      | Citroën C4 WRC    | Citroën Total WRT           |
| 58 | 2010 | 41° Rally di Bulgaria                    | Daniel Elena      | Citroën C4 WRC    | Citroën Total WRT           |
| 59 | 2010 | 28° ADAC Rally di Germania               | Daniel Elena      | Citroën C4 WRC    | Citroën Total WRT           |
| 60 | 2010 | 1° Rally di Alsazia                      | Daniel Elena      | Citroën C4 WRC    | Citroën Total WRT           |
| 61 | 2010 | 46° RallyRACC Catalunya-Costa Daurada    | Daniel Elena      | Citroën C4 WRC    | Citroën Total WRT           |
| 62 | 2010 | 66° Wales Rally GB                       | Daniel Elena      | Citroën C4 WRC    | Citroën Total WRT           |
| 63 | 2011 | Rally Guanajuato México                  | Daniel Elena      | Citroën DS3 WRC   | Citroën Total WRT           |
| 64 | 2011 | Rally di Sardegna 2011                   | Daniel Elena      | Citroën DS3 WRC   | Citroën Total WRT           |
| 65 | 2011 | 31° Rally di Argentina                   | Daniel Elena      | Citroën DS3 WRC   | Citroën Total WRT           |
| 66 | 2011 | 61° Neste Oil Rally di Finlandia 2011    | Daniel Elena      | Citroën DS3 WRC   | Citroën Total WRT           |
| 67 | 2011 | 47° RallyRACC Catalunya-Costa Daurada    | Daniel Elena      | Citroën DS3 WRC   | Citroën Total WRT           |
| 68 | 2012 | 80° Rally di Monte Carlo                 | Daniel Elena      | Citroën DS3 WRC   | Citroën Total WRT           |
| 69 | 2012 | Rally Guanajuato México                  | Daniel Elena      | Citroën DS3 WRC   | Citroën Total WRT           |
| 70 | 2012 | 32° Philips Rally di Argentina           | Daniel Elena      | Citroën DS3 WRC   | Citroën Total WRT           |
| 71 | 2012 | 58° Rally dell’Acropoli                  | Daniel Elena      | Citroën DS3 WRC   | Citroën Total WRT           |
| 72 | 2012 | 42° Brother Rally di Nuova Zelanda       | Daniel Elena      | Citroën DS3 WRC   | Citroën Total WRT           |
| 73 | 2012 | 62° Neste Oil Rally di Finlandia         | Daniel Elena      | Citroën DS3 WRC   | Citroën Total WRT           |
| 74 | 2012 | 30° ADAC Rally di Germania               | Daniel Elena      | Citroën DS3 WRC   | Citroën Total WRT           |
| 75 | 2012 | 3° Rally di Alsazia                      | Daniel Elena      | Citroën DS3 WRC   | Citroën Total WRT           |
| 76 | 2012 | 48° RallyRACC Catalunya-Costa Daurada    | Daniel Elena      | Citroën DS3 WRC   | Citroën Total WRT           |
| 77 | 2013 | 81° Rally di Monte Carlo                 | Daniel Elena      | Citroën DS3 WRC   | Citroën Total Abu Dhabi WRT |
| 78 | 2013 | 33° Philips Rally Argentina              | Daniel Elena      | Citroën DS3 WRC   | Citroën Total Abu Dhabi WRT |
| 79 | 2018 | 54° RallyRACC Catalunya-Rally de Espana  | Daniel Elena      | Citroën C3 WRC    | Citroën Total Abu Dhabi WRT |
| 80 | 2022 | 90° Rally di Monte Carlo                 | Isabelle Galmiche | Ford Puma Rally1  | M-Sport Ford WRT            |

### Vittorie in FIA GT Series
| Nº | Anno | Circuito                        | Vettura             | Squadra               | Categoria |
| -- | ---- | ------------------------------- | ------------------- | --------------------- | --------- |
| 1  | 2013 | Circuit Paul de Armagnac Gara 1 | McLaren MP4-12C GT3 | Sébastien Loeb Racing | Pro       |
| 2  | 2013 | Automodróm Slovakia Ring Gara 1 | McLaren MP4-12C GT3 | Sébastien Loeb Racing | Pro       |
| 3  | 2013 | Circuito di Navarra Gara 1      | McLaren MP4-12C GT3 | Sébastien Loeb Racing | Pro       |
| 4  | 2013 | Circuito di Navarra Gara 1      | McLaren MP4-12C GT3 | Sébastien Loeb Racing | Pro       |

### Vittorie nel Campionato del Mondo Turismo
| Nº | Anno | Circuito                                  | Vettura               | Squadra            |
| -- | ---- | ----------------------------------------- | --------------------- | ------------------ |
| 1  | 2014 | Circuito stradale di Marrakech Gara 2     | Citroën C-Elysee WTCC | Citroën Total WTCC |
| 2  | 2014 | Automodróm Slovakia Ring Gara 1           | Citroën C-Elysee WTCC | Citroën Total WTCC |
| 3  | 2015 | Autodromo Termas de Río Hondo Gara 2      | Citroën C-Elysee WTCC | Citroën Total WTCC |
| 4  | 2015 | Autodróm Slovakia Ring Gara 2             | Citroën C-Elysee WTCC | Citroën Total WTCC |
| 5  | 2015 | Circuit Paul Ricard Gara 1                | Citroën C-Elysee WTCC | Citroën Total WTCC |
| 6  | 2015 | Circuito Internazionale di Buriram Gara 2 | Citroën C-Elysee WTCC | Citroën Total WTCC |

### Vittorie nel Campionato del Mondo Rallycross
| Nº | Anno | Rally                            | Vettura         | Squadra             |
| -- | ---- | -------------------------------- | --------------- | ------------------- |
| 1  | 2016 | Bikernieku Kompleksa Sporta Baze | Peugeot 208 WRX | Team Peugeot-Hansen |
| 2  | 2018 | Circuito di Spa-Francorshamps    | Peugeot 208 WRX | Team Peugeot Total  |

### Vittorie nel’Extreme E
| Nº | Anno | Rally           | Vettura          | Squadra  |
| -- | ---- | --------------- | ---------------- | -------- |
| 1  | 2021 | Jurassic X Prix | Spark Odyssey 21 | Team X44 |
| 2  | 2022 | Copper X-Prix   | Spark Odyssey 21 | Team X44 |

## Risultati

### WRC
| 1999 | Scuderia              | Vettura              |  |  |  |  |     |    |  |  |  |  |  |    |  |  |  |  | Punti | Pos. |
| ---- | --------------------- | -------------------- |  |  |  |  | --- | -- |  |  |  |  |  | -- |  |  |  |  | ----- | ---- |
| 1999 | Équipe de France FFSA | Citroën Saxo Kit Car |  |  |  |  | Rit | 19 |  |  |  |  |  | 21 |  |  |  |  | 0     |      |

| 2000 | Scuderia                             | Vettura                                 |  |  |  |  |  |  |  |  |     |  |   |    |  |    |  |  | Punti | Pos. |
| ---- | ------------------------------------ | --------------------------------------- |  |  |  |  |  |  |  |  | --- |  | - | -- |  | -- |  |  | ----- | ---- |
| 2000 | Sébastien Loeb Équipe de France FFSA | Citroën Saxo Kit Car Toyota Corolla WRC |  |  |  |  |  |  |  |  | Rit |  | 9 | 10 |  | 38 |  |  | 0     |      |

| 2001 | Scuderia                           | Vettura                                    |    |     |  |    |  |  |    |  |    |  |   |    |  |    |  |  | Punti | Pos. |
| ---- | ---------------------------------- | ------------------------------------------ | -- | --- |  | -- |  |  | -- |  | -- |  | - | -- |  | -- |  |  | ----- | ---- |
| 2001 | Sébastien Loeb Automobiles Citroën | Citr. Saxo Kit Car/S1600 Citroën Xsara WRC | 15 | Rit |  | 15 |  |  | 19 |  | 28 |  | 2 | 13 |  | 15 |  |  | 6     | 14º  |

| 2002 | Scuderia                             | Vettura           |   |    |  |     |  |  |   |   |    |   |  |  |   |     |  |  | Punti | Pos. |
| ---- | ------------------------------------ | ----------------- | - | -- |  | --- |  |  | - | - | -- | - |  |  | - | --- |  |  | ----- | ---- |
| 2002 | Automobiles Citroën Piedrafita Sport | Citroën Xsara WRC | 2 | 17 |  | Rit |  |  | 7 | 5 | 10 | 1 |  |  | 7 | Rit |  |  | 18    | 10º  |

| 2003 | Scuderia      | Vettura           |   |   |     |   |     |     |   |   |   |   |   |    |   |   |  |  | Punti | Pos. |
| ---- | ------------- | ----------------- | - | - | --- | - | --- | --- | - | - | - | - | - | -- | - | - |  |  | ----- | ---- |
| 2003 | Citroën Total | Citroën Xsara WRC | 1 | 7 | Rit | 4 | Rit | Rit | 3 | 1 | 5 | 2 | 1 | 13 | 2 | 2 |  |  | 71    | 2º   |

| 2004 | Scuderia      | Vettura           |   |   |     |   |   |   |   |   |   |   |   |   |   |   |     |   | Punti | Pos. |
| ---- | ------------- | ----------------- | - | - | --- | - | - | - | - | - | - | - | - | - | - | - | --- | - | ----- | ---- |
| 2004 | Citroën Total | Citroën Xsara WRC | 1 | 1 | Rit | 4 | 1 | 2 | 1 | 2 | 4 | 1 | 2 | 2 | 2 | 2 | Rit | 1 | 118   | 1º   |

| 2005 | Scuderia      | Vettura           |   |     |   |   |   |   |   |   |   |   |   |   |   |   |   |     | Punti | Pos. |
| ---- | ------------- | ----------------- | - | --- | - | - | - | - | - | - | - | - | - | - | - | - | - | --- | ----- | ---- |
| 2005 | Citroën Total | Citroën Xsara WRC | 1 | Rit | 4 | 1 | 1 | 1 | 1 | 1 | 1 | 2 | 1 | 3 | 2 | 1 | 1 | Rit | 127   | 1º   |

| 2006 | Scuderia                 | Vettura           |   |   |   |   |   |   |   |   |   |   |   |   |     |     |     |     | Punti | Pos. |
| ---- | ------------------------ | ----------------- | - | - | - | - | - | - | - | - | - | - | - | - | --- | --- | --- | --- | ----- | ---- |
| 2006 | Kronos Total Citroën WRT | Citroën Xsara WRC | 2 | 2 | 1 | 1 | 1 | 1 | 1 | 2 | 1 | 2 | 1 | 1 | inf | inf | inf | inf | 112   | 1º   |

| 2007 | Scuderia          | Vettura        |   |   |    |   |   |   |     |   |   |   |   |   |   |     |   |   | Punti | Pos. |
| ---- | ----------------- | -------------- | - | - | -- | - | - | - | --- | - | - | - | - | - | - | --- | - | - | ----- | ---- |
| 2007 | Citroën Total WRT | Citroën C4 WRC | 1 | 2 | 14 | 1 | 1 | 1 | Rit | 2 | 3 | 1 | 2 | 1 | 1 | Rit | 1 | 3 | 116   | 1º   |

| 2008 | Scuderia          | Vettura        |   |     |   |   |    |   |   |   |   |   |   |   |   |   |   |  | Punti | Pos. |
| ---- | ----------------- | -------------- | - | --- | - | - | -- | - | - | - | - | - | - | - | - | - | - |  | ----- | ---- |
| 2008 | Citroën Total WRT | Citroën C4 WRC | 1 | Rit | 1 | 1 | 10 | 1 | 1 | 3 | 1 | 1 | 1 | 1 | 1 | 3 | 1 |  | 122   | 1º   |

| 2009 | Scuderia          | Vettura        |   |   |   |   |   |   |     |   |   |   |   |   |  |  |  |  | Punti | Pos. |
| ---- | ----------------- | -------------- | - | - | - | - | - | - | --- | - | - | - | - | - |  |  |  |  | ----- | ---- |
| 2009 | Citroën Total WRT | Citroën C4 WRC | 1 | 1 | 1 | 1 | 1 | 4 | Rit | 7 | 2 | 2 | 1 | 1 |  |  |  |  | 93    | 1º   |

| 2010 | Scuderia          | Vettura        |   |   |   |   |   |   |   |   |   |   |   |   |   |  |  |  | Punti | Pos. |
| ---- | ----------------- | -------------- | - | - | - | - | - | - | - | - | - | - | - | - | - |  |  |  | ----- | ---- |
| 2010 | Citroën Total WRT | Citroën C4 WRC | 2 | 1 | 1 | 1 | 3 | 2 | 1 | 3 | 1 | 5 | 1 | 1 | 1 |  |  |  | 276   | 1º   |

| 2011 | Scuderia          | Vettura         |    |    |    |   |    |    |   |   |    |     |     |    |     |  |  |  | Punti | Pos. |
| ---- | ----------------- | --------------- | -- | -- | -- | - | -- | -- | - | - | -- | --- | --- | -- | --- |  |  |  | ----- | ---- |
| 2011 | Citroën Total WRT | Citroën DS3 WRC | 62 | 12 | 21 | 3 | 13 | 13 | 2 | 1 | 21 | 101 | Rit | 13 | Rit |  |  |  | 222   | 1º   |

| 2012 | Scuderia          | Vettura         |   |    |    |     |   |   |    |    |   |   |   |     |    |  |  |  | Punti | Pos. |
| ---- | ----------------- | --------------- | - | -- | -- | --- | - | - | -- | -- | - | - | - | --- | -- |  |  |  | ----- | ---- |
| 2012 | Citroën Total WRT | Citroën DS3 WRC | 1 | 61 | 12 | Rit | 1 | 1 | 13 | 13 | 1 | 2 | 1 | Rit | 13 |  |  |  | 270   | 1º   |

| 2013 | Scuderia                    | Vettura         |   |   |  |  |   |  |  |  |  |  |     |  |  |  |  |  | Punti | Pos. |
| ---- | --------------------------- | --------------- | - | - |  |  | - |  |  |  |  |  | --- |  |  |  |  |  | ----- | ---- |
| 2013 | Citroën Total Abu Dhabi WRT | Citroën DS3 WRC | 1 | 2 |  |  | 1 |  |  |  |  |  | Rit |  |  |  |  |  | 68    | 8º   |

| 2015 | Scuderia                    | Vettura         |    |  |  |  |  |  |  |  |  |  |  |  |  |  |  |  | Punti | Pos. |
| ---- | --------------------------- | --------------- | -- |  |  |  |  |  |  |  |  |  |  |  |  |  |  |  | ----- | ---- |
| 2015 | Citroën Total Abu Dhabi WRT | Citroën DS3 WRC | 82 |  |  |  |  |  |  |  |  |  |  |  |  |  |  |  | 6     | 18º  |

| 2018 | Scuderia                    | Vettura        |  |  |   |     |  |  |  |  |  |  |  |    |  |  |  |  | Punti | Pos. |
| ---- | --------------------------- | -------------- |  |  | - | --- |  |  |  |  |  |  |  | -- |  |  |  |  | ----- | ---- |
| 2018 | Citroën Total Abu Dhabi WRT | Citroën C3 WRC |  |  | 5 | 142 |  |  |  |  |  |  |  | 13 |  |  |  |  | 43    | 13º  |

| 2019 | Scuderia                | Vettura               |   |   |  |   |  |    |     |  |  |  |  |  |   |  |  |  | Punti | Pos. |
| ---- | ----------------------- | --------------------- | - | - |  | - |  | -- | --- |  |  |  |  |  | - |  |  |  | ----- | ---- |
| 2019 | Hyundai Shell Mobis WRT | Hyundai i20 Coupe WRC | 4 | 7 |  | 8 |  | 34 | Rit |  |  |  |  |  | 4 |  |  |  | 51    | 11º  |

| 2020 | Scuderia                | Vettura               |   |  |  |  |    |  |  |  |  |  |  |  |  |  |  |  | Punti | Pos. |
| ---- | ----------------------- | --------------------- | - |  |  |  | -- |  |  |  |  |  |  |  |  |  |  |  | ----- | ---- |
| 2020 | Hyundai Shell Mobis WRT | Hyundai i20 Coupe WRC | 6 |  |  |  | 35 |  |  |  |  |  |  |  |  |  |  |  | 24    | 10º  |

| 2022 | Scuderia         | Vettura                 |    |  |  |     |  |    |  |  |  |     |  |  |  |  |  |  | Punti | Pos. |
| ---- | ---------------- | ----------------------- | -- |  |  | --- |  | -- |  |  |  | --- |  |  |  |  |  |  | ----- | ---- |
| 2022 | M-Sport Ford WRT | Ford Puma Rally1 Hybrid | 14 |  |  | Rit |  | 82 |  |  |  | Rit |  |  |  |  |  |  | 35    | 11º  |

| Legenda | 1º posto | 2º posto | 3º posto | A punti | Senza punti | Ritirato | Squalificato | NP=Non partito C=Gara cancellata | Apice=Power stage |

### FIA GT Series
| Anno | Categoria | Scuderia              | Vettura         | 1        | 2        | 3         | 4        | 5          | 6        | 7        | 8          | 9        | 10       | 11       | 12       | Punti | Pos. |
| ---- | --------- | --------------------- | --------------- | -------- | -------- | --------- | -------- | ---------- | -------- | -------- | ---------- | -------- | -------- | -------- | -------- | ----- | ---- |
| 2013 | Pro       | Sébastien Loeb Racing | McLaren MP4-12C | NOG GQ 1 | NOG GC 8 | ZOL QR 10 | ZOL GC 9 | ZAN GQ Rit | ZAN GC 7 | SVK GQ 1 | SVK GC Rit | NAV GQ 1 | NAV GC 1 | BAK GQ 6 | BAK GC 2 | 82    | 4º   |

### Campionato del mondo turismo
(In grassetto le pole position) (In corsivo il giro più veloce)
| Anno | Squadra            | Vettura               | 1       | 2       | 3       | 4       | 5       | 6       | 7       | 8       | 9       | 10      | 11      | 12      | 13      | 14        | 15      | 16        | 17      | 18      | 19      | 20       | 21      | 22      | 23      | 24      | Punti | Pos. |
| ---- | ------------------ | --------------------- | ------- | ------- | ------- | ------- | ------- | ------- | ------- | ------- | ------- | ------- | ------- | ------- | ------- | --------- | ------- | --------- | ------- | ------- | ------- | -------- | ------- | ------- | ------- | ------- | ----- | ---- |
| 2014 | Citroën Total WTCC | Citroën C-Elysée WTCC | MAR 1 2 | MAR 2 1 | FRA 1 2 | FRA 2 6 | UNG 1 7 | UNG 2 9 | SVC 1   | SVC 2 C | AUT 1 4 | AUT 2 7 | RUS 1 3 | RUS 2 5 | BEL 1 3 | BEL 2 5   | ARG 1 4 | ARG 2 6   | PEC 1 5 | PEC 2 3 | CIN 1 4 | CIN 2 12 | GPN 1 3 | GPN 2 7 | MAC 1 6 | MAC 2 6 | 295   | 3º   |
| 2015 | Citroën Total WTCC | Citroën C-Elysée WTCC | ARG 1 3 | ARG 1   | MAR 1 3 | MAR 2   | UNG 1 6 | UNG 2 5 | GER 1 2 | GER 2 5 | RUS 1 9 | RUS 2 7 | SVC 1 3 | SVC 2 1 | FRA 1   | FRA 1 Rit | POR 1 2 | POR 2 15† | GPN 1 6 | GPN 2 4 | CIN 1 3 | CIN 2 4  | THA 1 2 | THA 2 1 | QAT 1 4 | QAT 2 4 | 356   | 3º   |

† Il pilota non ha terminato la gara, ma è stato classificato poiché ha completato oltre il 90% della distanza di gara.

### Rally Dakar
| Anno | Classe | Scuderia             | Vettura               | Pos. | TV |
| ---- | ------ | -------------------- | --------------------- | ---- | -- |
| 2016 | Auto   | Team Peugeot Total   | Peugeot 2008 DKR      | 9º   | 4  |
| 2017 | Auto   | Team Peugeot Total   | Peugeot 3008 DKR      | 2º   | 6  |
| 2018 | Auto   | Team Peugeot Total   | Peugeot 3008 DKR Maxi | Rit  | 1  |
| 2019 | Auto   | PH-Sport             | Peugeot 3008 DKR      | 3º   | 4  |
| 2021 | Auto   | Bahrain Raid Xtreme  | BRX Hunter            | Rit  | 0  |
| 2022 | Auto   | Bahrain Raid Xtreme  | BRX Hunter            | 2°   | 2  |
| 2023 | Auto   | Bahrain Raid Xtreme  | BRX Hunter            | 2°   | 7  |
| 2024 | Auto   | Bahrain Raid Xtreme  | BRX Hunter            | 3º   | 5  |
| 2025 | Auto   | The Dacia Sandriders | Dacia Sandrider       | Rit  | 0  |

### Campionato del mondo rallycross
| Year | Entrant             | Car                   | 1      | 2      | 3     | 4      | 5     | 6     | 7     | 8     | 9     | 10    | 11     | 12     | Punti | Pos. |
| ---- | ------------------- | --------------------- | ------ | ------ | ----- | ------ | ----- | ----- | ----- | ----- | ----- | ----- | ------ | ------ | ----- | ---- |
| 2016 | Team Peugeot-Hansen | Peugeot 208 WRX       | POR 5  | HOC 10 | BEL 2 | GBR 10 | NOR 5 | SVE 2 | CAN 9 | FRA 3 | BAR 8 | LET 1 | GER 8  | ARG 8  | 209   | 5°   |
| 2017 | Team Peugeot-Hansen | Peugeot 208 WRX       | BAR 14 | POR 2  | HOC 5 | BEL 7  | GBR 4 | NOR 3 | SVE 3 | CAN 3 | FRA 2 | LET 3 | GER 11 | RSA 10 | 214   | 4°   |
| 2018 | Team Peugeot Total  | Peugeot 208 WRX       | BAR 2  | POR 2  | BEL 1 | GBR 3  | NOR 8 | SVE 9 | CAN 3 | FRA 6 | LAT 3 | USA 4 | GER 8  | RSA 3  | 229   | 4°   |
| 2023 | Special ONE Racing  | Lancia Delta Evo-E RX | POR 6  | NOR 5  | SVE 8 | GBR C  | BEL   | GER   | RSA   | HKG   |       |       |        |        | 29    | 9°   |

### Extreme E
| Anno | Squadra      | Vettura           | 1     | 2      | 3      | 4     | 5       | 6       | 7       | 8       | 9     | 10    | Pos. | Punti |
| ---- | ------------ | ----------------- | ----- | ------ | ------ | ----- | ------- | ------- | ------- | ------- | ----- | ----- | ---- | ----- |
| 2021 | Team X44     | Spark Odyssey 21  | DES 3 | OCE 4  | ART 4  | ISO 5 | GIU 1   |         |         |         |       |       | 2º   | 57    |
| 2022 | Team X44     | Spark Odyssey 21  | DES 3 | ISO1 6 | ISO2 2 | RAM 1 | ENE 3   |         |         |         |       |       | 1º   | 86    |
| 2023 | ABT CUPRA XE | CUPRA Tavascan XE | DES 1 | DES 2  | IDR 1  | IDR 2 | ISO 1 4 | ISO 2 6 | ISO 3 2 | ISO 4 3 | RAM 1 | RAM 2 | 10°  | 55    |

### Campionato del mondo rally-raid
| Anno | Scuderia             | Vettura         | 1       | 2        | 3       | 4     | 5      | Pos. | Punti |
| ---- | -------------------- | --------------- | ------- | -------- | ------- | ----- | ------ | ---- | ----- |
| 2022 | Bahrain Raid Xtreme  | BRX Hunter      | DAK 2   | ABU 6    | MAR 22  | AND 1 |        | 2°   | 149   |
| 2023 | Bahrain Raid Xtreme  | BRX Hunter      | DAK 2   | ABU 21   | SON Rit | DES   | MAR 17 | 4°   | 112   |
| 2025 | The Dacia Sandriders | Dacia Sandrider | DAK Rit | ABU Rit9 | SUD 25  | POR   | MAR    |      | 40    |

### DTM
(legenda) (Le gare in grassetto indicano la pole position) (Le gare in corsivo indicano Gpv)
| 16 | 18 |  |  |  |  |  |  |  |  |  |  |  |  |  |  |

## Record
Riassumendo, questi sono i record di Loeb, che lo rendono il più forte pilota nella storia dei rally, e paragonato a qualunque categoria di sport motoristico, il più forte di sempre per risultati, gli sono valsi i soprannomi di Il Cannibale e Extraterrestre:
- con 81 vittorie mondiali assolute è di gran lunga il pilota più vittorioso della storia[28](il secondo Sébastien Ogier è fermo per ora a 56). Gli unici rally che non ha mai vinto in carriera sono quelli disputatisi in Kenya nel 2002 e in Polonia nel 2009;
- detiene il record di vittorie in una stagione (11 nel 2008) e il record di vittorie consecutive stagionali (6 nel 2005);
- con la vittoria nel Rally di Montecarlo del 2022, all’età di 47 anni, 10 mesi e 28 giorni, è diventato il pilota più anziano ad aggiudicarsi una gara del campionato del mondo (il precedente primato apparteneva allo svedese Bjorn Waldegaard, che vinse il Safari Rally 1990 all'età di 46 anni e cinque mesi).
- detiene il record del miglior rapporto tra le vittorie totali e il numero totale di gare in calendario in una singola stagione: lo ha stabilito sempre nel 2008 vincendo 11 gare su un totale di 15 pari al 73,33% di queste ultime;
- ha il record di vittorie nello stesso Rally, avendo vinto 9 volte il Rally di Germania;
- ha conquistato per 6 volte consecutive il Rally del Messico (2006, 2007, 2008, 2010, 2011, 2012);
- ha il record di vittorie sull'asfalto (32) e sulla terra (41). Inoltre sulla terra detiene il record di rally vinti consecutivamente con 6 rally consecutivi nel 2005, mentre sull'asfalto al 100% ha il record di 18 rally vinti consecutivamente dal 2005 al 2010;
- al Tour de Corse del 2005 riesce ad aggiudicarsi tutte le 12 prove speciali in programma[29];
- nel 2006 riesce a conquistare il titolo correndo solamente 12 gare delle 16 in programma (a causa di un infortunio);
- è stato il primo pilota non scandinavo ad imporsi nel Rally di Svezia, nel Rally di Norvegia e ad aver vinto per più di una volta il Rally di Finlandia;
- è l'unico pilota della storia ad aver vinto nove titoli mondiali, oltretutto consecutivi (2004, 2005, 2006, 2007, 2008, 2009, 2010, 2011 e 2012);
- con 109 punti di vantaggio sul connazionale Sébastien Ogier nella classifica finale del Campionato del mondo rally 2010 detiene anche il record di pilota che ha vinto il Campionato del Mondo con il maggior numero di punti di distacco su un connazionale;
- detiene il record di podi conquistati in carriera (112). Secondo in tale classifica è lo spagnolo Carlos Sainz con 97;
- detiene anche il record di podi conquistati consecutivamente (15) dal 2008 al 2009;
- ha inoltre il record di podi ottenuti nella stessa stagione (13) nei Campionati del mondo rally 2005, 2007 e 2008;
- detiene il record del miglior rapporto tra i podi totali e il numero totale di gare in calendario in una singola stagione: lo ha stabilito nel 2010 conquistando 12 podi su un totale di 13 gare pari al 92,31% di queste ultime;
- detiene il record di punti conquistati in carriera (1594), seguito anche in tale classifica dallo spagnolo Carlos Sainz con 1242;
- ha il record di rally consecutivi a punti (28) dal Rally di Polonia 2009 al Rally d'Australia 2011;
- è l'unico pilota insieme al finlandese Mikko Hirvonen ad essere andato a punti in tutti i rally dello stesso campionato (nel 2010);
- è primo anche per numero di prove speciali vinte (874);
- ha detenuto il record della cronoscalata di Pikes Peak International Hill Climb dal 2013 al 2018.